# Roswell Hopkins
Roswell Hopkins (* 17. Mai 1757 in Amenia, Provinz New York; † 5. September 1829 in Chazy, New York) war im Amerikanischen Unabhängigkeitskrieg Lieutenant Colonel und von 1788 bis 1802 Secretary of State von Vermont.

## Leben
Roswell Hopkins wurde am 17. Mai 1757 in Amenia, New York, als Sohn von Roswell Hopkins und Mary Cook Hopkins geboren. Er nahm als Lieutenant Colonel an der Schlacht von Bennington und an zwei Schlachten in West Point, New York und Umgebung teil. Dort wurde er gefangen genommen und bei Newport, Rhode Island inhaftiert. Nachdem er zum Ende des Krieges aus der Gefangenschaft der Briten freikam, zog er nach Arlington, Vermont. Dort lebte er, bis er zum Secretary of State gewählt wurde. Danach zog er nach Bennington, welches zu diesem Zeitpunkt die Hauptstadt von Vermont war. Dort eröffnete er einen Drug Store. Auch war er Friedensrichter, Clerk des Addison County Courts.
Im Jahr 1786 bekam er einen Grant auf ein Stück Land im Caledonia County. Dorthin übersiedelte er im Jahr 1803, die Town wurde nach ihm Hopkinsville genannt, heute Kirby. In Hopkinton übte er ebenfalls das Amt des Friedensrichters aus, zudem Richter am Zivilgericht. Von 1810 bis 1813 hatte er für die Föderalistische Partei einen Sitz im Repräsentantenhaus von Vermont.
Roswell Hopkins war in erster Ehe mit Lidia Dewey (1761–1816) und in zweiter Ehe mit Mary Armstrong (1767–1850) verheiratet. Er hatte sieben Kinder. Hopkins starb nach einem Sturz vom Buggy am 5. September 1829 in Chazy, New York.